# Jean Meyer (acteur)
Pour les articles homonymes, voir Meyer et Jean Meyer.
Jean Meyer est un acteur, metteur en scène et réalisateur français, né le 11 juin 1914 à Paris 15e et mort le 8 janvier 2003 à Neuilly-sur-Seine.

## Biographie

### Jeunesse et débuts
Jean Léon André Meyer est né le 11 juin 1914 dans une famille d'artisans boulangers qui, au début des années 1920, est installée à Créteil dans la banlieue parisienne. Très jeune, il a le goût du théâtre et veut être comédien, bien que dans son milieu rien ne le prédispose à faire du théâtre, il persistera jusqu'à la fin de son adolescence ; c'est une véritable vocation[pas clair]. Ses parents le soutiendront sans faillir dans sa passion.
Son besoin de voir jouer la comédie le poussera souvent vers Paris pour assister à des représentations théâtrales gratuites. C'est après l'une d'elles qu'il décide de devenir comédien et d'entrer à la Comédie-Française.
En attendant, en 1931, âgé de 17 ans, il devient employé de banque à Saint-Germain-en-Laye. Cette même année, il se présente au concours d'entrée du Conservatoire national supérieur d'art dramatique de Paris. Il est recalé, et se retrouve chômeur car, certain d'être reçu, il avait imprudemment quitté son emploi. Il subit un second échec l'année suivante. La troisième tentative sera la bonne, en 1934 il est enfin reçu après avoir, pendant deux ans travaillé avec Jeanne Delvair, l'épouse de Georges Le Roy, qui comme son mari est sociétaire de la Comédie-Française.

### Le Conservatoire
À la rentrée de 1934, il entre dans la classe de Louis Jouvet, qui, lui aussi mais comme professeur, débute au Conservatoire. Comme tous les élèves, parallèlement aux cours de Louis Jouvet il poursuit son apprentissage de futur comédien en jouant de petits rôles à la Comédie-Française, mais aussi dans d'autres théâtres parisiens, comme les Gobelins, ou chez de grands comédiens comme Georges Pitoëff et bien sûr à l'Athénée qui est, à cette époque, le théâtre de Jouvet, dans de petites pièces qui passent en lever de rideau des grandes pièces du répertoire dans lesquelles jouait Louis Jouvet. Il jouera aussi dans des écoles de Paris et de la banlieue parisienne, etc.
Début juillet 1937, après trois années de Conservatoire, il est reçu à l'examen de sortie (il présenta une scène de Knock de Jules Romains) et prépara le concours d'entrée à la Comédie-Française. Conseillé par son maître Louis Jouvet il présenta en théâtre classique le personnage de Pancrace et en théâtre moderne Le Chant du cygne de Tchekhov. Reçu, il est engagé le 15 juillet 1937 comme pensionnaire par Édouard Bourdet, Administrateur général du Théâtre-Français.

## La Comédie-Française
Engagé le 15 juillet 1937, il restera 22 ans à la Comédie-Française dont il démissionnera le 31 décembre 1959.
- Il est pensionnaire en juillet 1937
- Sociétaire le 1er janvier 1942
- Sociétaire honoraire en 1960
- Doyen des sociétaires honoraires le 1er janvier 2003

Sa carrière à la Comédie-Française débute dans cette période trouble de l'avant-guerre.
Ses débuts officiels de pensionnaire ont lieu en octobre 1938 ; il y joue à cette occasion son premier grand rôle: celui d'Harpagon dans l'Avare de Molière. Dix huit mois après son entrée à la Comédie française, Marie Bell, le voyant très intéressé par la mise en scène, lui obtient de monter sa première pièce, Le Médecin malgré lui de Molière avec Fernand Ledoux dans Géronte et Pierre Dux dans Sganarelle. Dès lors à partir de cette période il commence à se partager entre jouer et mettre en scène, voire les deux ensemble. Il sera amené au cours de sa carrière à rencontrer et à travailler avec les plus grands auteurs français (André Gide, Jean Cocteau, François Mauriac, Jules Romains, etc.), ainsi qu'avec les plus grands comédiens ou comédiennes du XXe siècle.
Il est difficile de citer toutes les pièces que Jean Meyer a jouées ou a montées pendant les vingt-deux ans où il sera à la Comédie-Française tant le nombre en est grand. Il jouera plus de deux cents rôles, dont plus de cinquante dans l'œuvre de Molière, qui est son auteur de prédilection ; où il a pratiquement tout joué et tout mis en scène. Il montera plus de deux cents pièces tant à la Comédie-Française, que dans d'autres théâtres de province. S'ajouteront les mises en scène et les rôles joués à l'étranger, et plus tard dans d'autres théâtres dont il aura la direction.
En 1940, après la défaite et l'armistice, il est sollicité afin d'organiser une représentation pour les prisonniers français. Il y réussit non sans difficulté, car la guerre a éparpillé les comédiens dans toute la France. Après l'armistice en 1940 les théâtres rouvrent, et malgré l'occupation la vie reprend. Peu de temps après il joue avec Fernand Ledoux et André Brunot dans Vingt neuf degrés à l'ombre, d’Eugène Labiche. La même année Jacques Copeau reprend un de ses succès : Le Paquebot Tenacity de Charles Vildrac, J. Meyer y tient le rôle d'un marin britannique.
À cette période troublée, la Comédie-Française connaîtra une certaine instabilité due aux changements répétés de ses administrateurs. De 1940 à 1947 il lui en faudra sept avant de retrouver son équilibre alors que dix avaient suffi pour la gérer pendant un siècle.
Par la suite les rôles ainsi que les mises en scène vont s'enchaîner. En 1941 il montera, entre autres, La Poudre aux yeux d'Eugène Labiche ; en 1942 il mettra en scène au théâtre Montparnasse La Célestine de Fernando de Rojas, avec Marcelle Géniat ; en 1943 il assurera la mise en scène du  Bourgeois gentilhomme de Molière pour l'entrée de Raimu à la Comédie-Française. Le succès sera immense et la pièce est jouée plusieurs mois ; puis toujours en 1943 Le Chevalier à la mode de Dancourt ; en 1944 Le Malade imaginaire de Molière; la même année Barberine d'Alfred de Musset, etc.
C'est en cette année 1944, qu'il est nommé directeur artistique du Centre d'art dramatique situé 21 rue Blanche à Paris. Le Centre a été transféré à Lyon en 1997.
En 1945 la guerre tire à sa fin et la Comédie-Française va jouer en Allemagne des classiques du répertoire, notamment Les Fourberies de Scapin à Constance et à Stuttgart, devant la 1re Armée française. La même année il monte, notamment, L'École des maris de Molière.
Dans l’année 1946, il mettra en scène et jouera le rôle de Figaro dans Le Mariage de Figaro de Beaumarchais; il montera Le Voyage de monsieur Perrichon de Labiche et Édouard Martin, Le Tourbillon de Bernard Zimmer, etc. En 1947 il montera entre autres, la pièce de Théodore Barrière et Lambert Thiboust Les Jocrisses de L’Amour.
En 1947, il montera, entre autres, la pièce de François Mauriac Passage du malin avec Marie Bell et André Brûlé ; il assurera la mise en scène de la pièce de Prosper Mérimée Les Espagnols en Danemark, ainsi que Le Malade imaginaire et Monsieur de Pourceaugnac de Molière ; en 1949, celles de L'Avare de Molière et Jeanne la Folle de François Aman-Jean, etc.
À la demande d’André Gide, il mettra en scène en 1950 Les Caves du Vatican. Il s’y distribuera dans le rôle de Protos, Jeanne Moreau y jouera "la petite prostituée", en remplacement de Marie Bell (la pièce sera jouée 80 fois) ; en 1951 il jouera le rôle de Vatelin dans Le Dindon de Feydeau (immense succès) ; la même année il monte Donogoo de Jules Romains ; puis en 1952 Six personnages en quête d'auteur de Luigi Pirandello; en 1953 il montera une pièce de Jules Romains Monsieur le Trouhadec saisi par la débauche ; il fera débuter Françoise Fabian en 1954 dans la pièce de Raymond Castans Le Pirate ; la même année, au théâtre Antoine, il mettra en scène La main passe de Georges Feydeau.
En 1955 il est nommé professeur au conservatoire, Annie Girardot sera l’une de ses élèves.
En cette même année de 1955, au théâtre Antoine, il monte Nekrassov de Jean-Paul Sartre; (la pièce la plus pénible que j’ai eu à réaliser dira-t-il !) ; toujours la même année, à la Comédie-Française, il met en scène, entre autres, Les Femmes savantes et L'Amour médecin de Molière et se distribue dans cette dernière pièce, puis toujours la même année, il monte Le Barbier de Séville de Beaumarchais où il joue le rôle de Bazile ; en 1956, de nouveau au théâtre Antoine, il monte L’Ombre de Julien Green; la même année, à la Comédie-Française, il met en scène Coriolan de Shakespeare pour les débuts de Paul Meurisse, ainsi que La Machine à écrire de Jean Cocteau avec Robert Hirsch et Annie Girardot ; il y joue le rôle de Fred, le policier. Il doit faire face aux suites de la mise à la retraite qu'il a orchestrée de la "vieille garde" des Comédiens-Français, Jean Yonnel, Beatrice Bretty, Vera Korene, Germaine Rouer et aux remous qu'elle provoque. On l'attaque alors fréquemment pour lui reprocher son excès d'emprise sur la troupe de la Comédie-Française, dont il dirige la plupart des activités salle Richelieu et salle Luxembourg.
En 1957 à la Comédie-Française il met en scène et joue dans Domino de Marcel Achard; en 1958 Les Trente Millions de Gladiator de Labiche et Philippe Gille, ainsi que L'École des maris de Molière; du même auteur il montera à la fin de 1959, sa dernière pièce à la Comédie-Française: L'École des femmes, où il joue Arnolphe, avec Danièle Ajoret dans le rôle d’Agnès.
C’est à cette période qu’il réalisera deux films, tirés du répertoire classique, pour le cinéma : en 1958, Le Bourgeois gentilhomme de Molière où il se distribuera, avec Louis Seigner, Jacques Charon, Robert Manuel, Micheline Boudet, et en 1959 Le Mariage de Figaro de Beaumarchais.
À la fin de l’année 1959, il démissionne et demande sa mise à la retraite, quittant la Comédie-Française, notamment pour protester contre la décision d'André Malraux de retirer la Salle Luxembourg (Odéon) à la Comédie-Française pour l'attribuer à Jean-Louis Barrault. Il est nommé sociétaire honoraire et ne reviendra jamais travailler dans la Maison de Molière.

## Après la Comédie-Française
Ayant démissionné de la Comédie-Française Jean Meyer devient en 1960 directeur artistique du Palais-Royal, tout en demeurant professeur au Conservatoire de la rue Blanche. Il continue toujours à monter et à jouer dans différents théâtres parisiens ou de province. En 1960, il monte, entre autres, au Théâtre du Palais-Royal Crime parfait; Noix de coco, La Fleur des pois d'Édouard Bourdet, où il met en scène Raymond Souplex, Madeleine Robinson, Victor Francen et Françoise Fabian. Il crée en 1962 sa première pièce, Mic-Mac. Pour la télévision, en 1962 il met en scène Le Tartuffe ou l'Imposteur de Molière, pièce dans laquelle il joue Orgon.

### Théâtre Michel
En 1964 il devient codirecteur du Théâtre Michel, théâtre non subventionné, où il connaît au départ beaucoup de difficultés qui l’amèneront parfois à fermer momentanément son théâtre. Il y montera, entre autres, en 1966, Les Trois mariages de Mélanie, avec notamment Anny Duperey à ses débuts.
Mais la pièce la plus importante qu’il aura à monter dans ce théâtre, La Ville dont le prince est un enfant, il la devra à Henry de Montherlant qui la lui proposera (sa demande était un don, dira Jean Meyer) en 1967. Celui-ci la lui avait refusée en 1960 et en 1962, mais il l’avait aussi refusée à la Comédie-Française prétextant que la salle ne s’y prêtait pas. Par contre, la salle du théâtre Michel avait paru lui convenir. Montherlant étant un peu superstitieux, il restait à savoir quand la pièce pourrait être créée. Ce dernier tenait à la même date de création que La Reine morte et Port Royal qui avaient été créées un 8 décembre. Il fut donc décidé que la 8 décembre 1967 serait retenue.
La pièce sera créée avec Paul Guers dans le rôle de l'abbé de Prats et Didier Haudepin dans celui de Sevrais. Jean Deschamps a pour sa part créé le rôle du supérieur. Ce sera un grand succès, la pièce sera jouée 1200 fois, uniquement à Paris. Les événements de mai 1968 obligeront à fermer le théâtre, mais mi-juin, à sa réouverture, la pièce connaîtra le même succès.
En 1964, et alors que le théâtre Michel se trouvait au creux de la vague, Charles Gantillon directeur du Théâtre des Célestins de Lyon, l’avait invité pour jouer dans son théâtre le rôle d’Arnolphe dans L'École des femmes de Molière. Quatre années plus tard, le 26 janvier 1968, à la suite du décès de celui-ci survenu à la fin de novembre 1967, Jean Meyer est nommé avec Albert Husson codirecteur de ce théâtre.

### Théâtre des Célestins de Lyon
Ensemble, ils monteront dans ce théâtre de Lyon des dizaines de spectacles, jusqu’à la mort d’Albert Husson en 1978, date à laquelle Jean Meyer en deviendra l’unique directeur, et continuera sur cette lancée. Durant cette période, seront montées des pièces où il se distribuera quelquefois. Il mettra en scène notamment : À quoi rêvent les jeunes filles de Musset ; Le Barbier de Séville ainsi que Le Mariage de Figaro de Beaumarchais ; Le Bourgeois gentilhomme et Le Misanthrope de Molière ; Le Voyage de monsieur Perrichon, et 29° à l’ombre de Labiche ; Le Marchand de Venise, et Macbeth de Shakespeare; Les Misérables de Paul Achard d'après Victor Hugo avec Jean Marais, (1976) ; La Dame de chez Maxim de Feydeau (1977). En 1980, L’Arlésienne d’Alphonse Daudet, où il joue avec Orane Demazis.
Le 1er décembre 1972, dans ce théâtre, Jean Meyer avait créé sa cinquième pièce, Le Jour le plus court avec Jean-Marc Thibault, il récidiva en 1982 avec sa sixième création, L’Héritage, avec Patrick Préjean ; cette même année il se met en scène dans Mon père avait raison de Sacha Guitry; en 1983, il se distribuera dans Le Dindon de Feydeau avec Francis Perrin, etc.
Jean Meyer fera la connaissance de la comédienne Claude Jade en 1975, au moment où celle-ci joue au théâtre des Célestins, la pièce de Jean Giraudoux La guerre de Troie n'aura pas lieu, sur une mise en scène de Jacques Mauclair. Il souhaita travailler avec elle et l’engagea en 1977 pour jouer dans ce théâtre Port Royal, de Montherlant, où il incarne Péréfixe, l’archevêque de Paris ; puis en 1978 dans Intermezzo de Jean Giraudoux, où il interprète le rôle du droguiste.
Au Théâtre Marigny, cette même année, il montera dans le cadre de l’émission Au théâtre ce soir, Volpone de Jules Romains et Stefan Zweig d’après Ben Jonson, où il proposera à Claude Jade de jouer le rôle de Colomba ; pour sa part il se distribuera dans le rôle de Corbaccio.
En 1980, dans son théâtre des Célestins, il engage à nouveau Claude Jade pour jouer dans Britannicus de Racine, puis, trois années plus tard, dans Les Exilés de James Joyce (1983), et enfin, en 1984, dans Le Faiseur de Balzac où il joue M. Mercadet.
En 1985 Jean Meyer ne fut pas reconduit à la direction du Théâtre des Célestins (il a alors 71 ans). Il continuera à monter d’autres pièces comme Le Dindon de Feydeau, qu’il avait mis en scène le 7 septembre 1984 et qui sera jouée jusqu’au 13 octobre 1986 au Théâtre du Palais-Royal. Ensuite, il s'éloigna de la scène, non sans amertume, et il se consacra à l’écriture, son autre passion.
Il avait été élu le 2 décembre 1980 à l'Académie des sciences, belles-lettres et arts de Lyon. Il est mort à Neuilly-sur-Seine le 8 janvier 2003.

## Œuvres

### Auteur
- 1962 Mic Mac (comédie)
- 1963 L'Âge idiot (comédie)
- 1965 Le Vice dans la peau (comédie)
- 1967 La courte paille (comédie)
- 1972 Le Jour le plus court (comédie d’après Euripide)
- 1982 L’Héritage (comédie d’après Maupassant)
- 1996 Le Bourgeois Gentilhomme (d'après Molière)

## Filmographie

### Au théâtre ce soir
Jean Meyer a mis en scène et joué dans de nombreuses pièces de théâtre pour la télévision pour, notamment, Au théâtre ce soir : 
- 1969 : Le Dindon de Georges Feydeau, réalisation Pierre Sabbagh, Théâtre Marigny
- 1972 : Noix de coco de Marcel Achard, réalisation Pierre Sabbagh, Théâtre Marigny
- 1972 : Histoire d'un détective de Sidney Kingsley, réalisation Pierre Sabbagh, Théâtre Marigny : Le Lieutenant Mulligan
- 1973 : Le Médecin malgré lui de Molière, réalisation Georges Folgoas, Théâtre Marigny : Géronte
- 1973 : Lidoire de Georges Courteline, réalisation Georges Folgoas, Théâtre Marigny
- 1973 : Les Boulingrin de Georges Courteline, réalisation Georges Folgoas, Théâtre Marigny : Monsieur Boulingrin
- 1974 : Les affaires sont les affaires d’Octave Mirbeau, réalisation Georges Folgoas, Théâtre Marigny : Isidore Lechat
- 1976 : La Bagatelle de Marcel Achard, réalisation Pierre Sabbagh, Théâtre Édouard VII
- 1976 : Un mois à la campagne d'Ivan Tourgueniev, réalisation Pierre Sabbagh, Théâtre Édouard VII : Schpieguelski
- 1978 : Le Colonel Chabert d'Albert Husson et Jean Meyer, d'après Honoré de Balzac, réalisation Pierre Sabbagh, Théâtre Marigny : Le Colonel Chabert
- 1978 : Volpone de Jules Romains et Stefan Zweig, d'après Ben Jonson, réalisation Pierre Sabbagh, Théâtre Marigny : Corbaccio
- 1978 : Brocéliande d'Henry de Montherlant, réalisation Pierre Sabbagh, Théâtre Marigny : Persilès
- 1981 : Mademoiselle de Jacques Deval, réalisation Pierre Sabbagh, Théâtre Marigny : Lucien

### Comédien
- 1941 : Ne bougez plus de Pierre Caron
- 1942 : Huit hommes dans un château de Richard Pottier
- 1942 : Coup de feu dans la nuit de Robert Péguy
- 1943 : Adieu Léonard de Pierre Prévert
- 1943 : Je suis avec toi d'Henri Decoin
- 1945 : La Route du bagne de Léon Mathot
- 1945 : L'Insaisissable Frédéric de Richard Pottier
- 1947 : Capitaine Blomet d'Andrée Feix
- 1948 : Entre onze heures et minuit d'Henri Decoin
- 1950 : Clara de Montargis d'Henri Decoin
- 1952 : Procès au Vatican d'André Haguet
- 1952 : Le Plaisir de Max Ophüls, dans le sketch : La Maison Tellier
- 1956 : Pitié pour les vamps de Jean Josipovici
- 1957 : Les Violents d'Henri Calef
- 1958 : Le Bourgeois gentilhomme de Jean Meyer : Covielle
- 1959 : Le Mariage de Figaro de Jean Meyer : Bazile
- 1961 : 21 rue Blanche de Quinto Albicocco - documentaire -
- 1965 : Le Corniaud de Gérard Oury
- 1977 : Britannicus de Jean Meyer : Narcisse

### Réalisateur
- 1958 : Le Bourgeois gentilhomme de Molière
- 1959 : Le Mariage de Figaro de Beaumarchais
- 1964 : Les Femmes savantes, de Molière
- 1977 : Britannicus de Jean Racine

## Théâtre

### Comédien

#### Comédie-Française
- 1935 : Madame Quinze de Jean Sarment, mise en scène de l'auteur
- 1938 : L'Avare de Molière
- 1938 : La Comtesse d'Escarbagnas de Molière
- 1938 : Un chapeau de paille d'Italie d'Eugène Labiche et Marc-Michel, mise en scène Gaston Baty
- 1938 : Le Bourgeois gentilhomme de Molière, mise en scène Denis d'Inès
- 1938 : Ruy Blas de Victor Hugo, mise en scène Pierre Dux
- 1938 : Tricolore de Pierre Lestringuez, mise en scène Louis Jouvet
- 1938 : Le Médecin volant de Molière, mise en scène Fernand Ledoux
- 1938 : Cyrano de Bergerac d'Edmond Rostand, mise en scène Pierre Dux
- 1939 : Les Trois Henry d'André Lang, mise en scène Émile Fabre
- 1939 : Le Mariage de Figaro de Beaumarchais, mise en scène Charles Dullin
- 1939 : La Double Inconstance de Marivaux, mise en scène Raphaël Duflos
- 1939 : L'Amour médecin de Molière
- 1939 : A souffert sous Ponce-Pilate de Paul Raynal, mise en scène René Alexandre
- 1939 : La Belle Aventure de Gaston Arman de Caillavet, Robert de Flers et Étienne Rey
- 1939 : Le Jeu de l'amour et de la mort de Romain Rolland, mise en scène Denis d'Inès
- 1940 : 29 degrés à l'ombre d'Eugène Labiche, mise en scène André Brunot
- 1940 : L'Âne de Buridan de Gaston Arman de Caillavet, Robert de Flers, mise en scène Pierre Bertin
- 1940 : Le Paquebot Tenacity de Charles Vildrac, mise en scène Jacques Copeau
- 1940 : Les Fausses Confidences de Marivaux, mise en scène Maurice Escande
- 1940 : La Nuit des rois de William Shakespeare, mise en scène Jacques Copeau
- 1941 : Lucrèce Borgia de Victor Hugo, mise en scène Émile Fabre
- 1941 : Le Médecin volant de Molière, mise en scène Fernand Ledoux
- 1941 : La Gageure imprévue de Michel-Jean Sedaine, mise en scène Pierre Bertin
- 1942 : Hamlet de William Shakespeare, mise en scène Charles Granval
- 1942 : Le Distrait de Jean-François Regnard, mise en scène Jean Meyer
- 1942 : La Reine morte d'Henry de Montherlant, mise en scène Pierre Dux
- 1943 : Le Chevalier à la mode de Florent Carton Dancourt, mise en scène Jean Meyer
- 1943 : Feu la mère de Madame de Georges Feydeau, mise en scène Fernand Ledoux
- 1943 : Les Boulingrin de Georges Courteline
- 1943 : Le Sicilien ou l'Amour peintre de Molière, mise en scène Maurice Escande
- 1943 : Le Soulier de satin de Paul Claudel, mise en scène Jean-Louis Barrault
- 1944 : La Dispute de Marivaux, mise en scène Jean Martinelli
- 1944 : Le Bourgeois gentilhomme de Molière, mise en scène Pierre Bertin
- 1944 : L'Impromptu de Versailles de Molière, mise en scène Pierre Dux
- 1944 : Le Malade imaginaire de Molière, mise en scène Jean Meyer
- 1944 : L'Ours d'Anton Tchekhov
- 1944 : Barberine d'Alfred de Musset, mise en scène Jean Meyer
- 1944 : Les Fiancés du Havre d'Armand Salacrou, mise en scène Pierre Dux
- 1945 : La Navette de Henry Becque, mise en scène Émile Fabre
- 1945 : L'Anglais tel qu'on le parle de Tristan Bernard
- 1945 : Antoine et Cléopâtre de William Shakespeare, mise en scène Jean-Louis Barrault
- 1946 : Le Voyage de monsieur Perrichon d'Eugène Labiche et Édouard Martin, mise en scène Jean Meyer
- 1946 : Le Mariage de Figaro de Beaumarchais, mise en scène Jean Meyer
- 1946 : Le Tourbillon de Bernard Zimmer, mise en scène Jean Meyer
- 1947 : Un client sérieux de Georges Courteline
- 1947 : Les Jocrisses de l’amour de Théodore Barrière et Lambert Thiboust, mise en scène Jean Meyer
- 1947 : Ruy Blas de Victor Hugo, mise en scène Pierre Dux
- 1948 : Un chapeau de paille d'Italie d'Eugène Labiche et Marc-Michel, mise en scène Gaston Baty
- 1948 : Les Espagnols en Danemark de Prosper Mérimée, mise en scène Jean Meyer
- 1948 : Cantique des Cantiques de Jean Giraudoux, mise en scène Louis Jouvet
- 1948 : Monsieur de Pourceaugnac de Molière, mise en scène Jean Meyer
- 1949 : Le Prince travesti de Marivaux, mise en scène Jean Debucourt
- 1949 : Le Roi de Robert de Flers et Gaston Arman de Caillavet, mise en scène Jacques Charon
- 1949 : Le Mariage forcé de Molière, mise en scène Robert Manuel
- 1949 : Jeanne la Folle de François Aman-Jean, mise en scène Jean Meyer, Comédie-Française au Théâtre de l'Odéon
- 1950 : Othello de William Shakespeare, mise en scène Jean Meyer
- 1950 : La Robe rouge d'Eugène Brieux, mise en scène Jean Meyer, à l'Odéon
- 1950 : Les Caves du Vatican d'André Gide, mise en scène Jean Meyer
- 1951 : Le commissaire est bon enfant de Georges Courteline, mise en scène Robert Manuel
- 1951 : Chacun sa vérité de Luigi Pirandello, mise en scène Charles Dullin Julien Bertheau
- 1951 : Le Dindon de Georges Feydeau, mise en scène Jean Meyer
- 1951 : Donogoo de Jules Romains, mise en scène Jean Meyer
- 1951 : Le Bourgeois gentilhomme de Molière, mise en scène Jean Meyer
- 1952 : Le Bouquet de Henri Meilhac et Daniel Halévy
- 1952 : Six personnages en quête d'auteur de Luigi Pirandello, mise en scène Julien Bertheau
- 1952 : La Reine morte d'Henry de Montherlant, mise en scène Pierre Dux
- 1952 : Le Mariage de Figaro de Beaumarchais, mise en scène Jean Meyer
- 1952 : Les Fiancés du Havre d'Armand Salacrou, mise en scène Pierre Dux
- 1952 : Les Fourberies de Scapin de Molière, mise en scène Jean Meyer
- 1953 : Monsieur Le Trouhadec saisi par la débauche de Jules Romains, mise en scène Jean Meyer
- 1955 : Port-Royal d'Henry de Montherlant, mise en scène Jean Meyer
- 1956 : La Machine à écrire de Jean Cocteau, mise en scène de Jean Meyer, le rôle de Fred
- 1957 : Les Misérables de Paul Achard d'après Victor Hugo, mise en scène Jean Meyer
- 1957 : La Critique de l'École des femmes de Molière, mise en scène Jean Meyer
- 1958 : Domino de Marcel Achard, mise en scène Jean Meyer
- 1958 : Les Trente Millions de Gladiator d'Eugène Labiche, mise en scène Jean Meyer
- 1958 : Le Malade imaginaire de Molière, mise en scène Robert Manuel
- 1959 : L'École des femmes de Molière, mise en scène Jean Meyer

#### Autres théâtres
- 1960 : Crime parfait de Frederick Knott, mise en scène Jean Meyer, Théâtre du Palais-Royal
- 1960 : Les Femmes savantes de Molière, mise en scène Jean Meyer, Théâtre du Palais-Royal
- 1960 : L'Avare de Molière, mise en scène Jean Meyer, Théâtre du Palais-Royal
- 1961 : Le Mariage forcé et L'École des maris de Molière, mise en scène Jean Meyer, Théâtre du Palais-Royal
- 1961 : Tartuffe de Molière, mise en scène Jean Meyer, Théâtre du Palais-Royal
- 1961 : Le Médecin malgré lui de Molière, mise en scène Jean Meyer, Théâtre du Palais-Royal
- 1961 : George Dandin ou le Mari confondu de Molière, mise en scène Jean Meyer, Théâtre du Palais-Royal
- 1961 : Le Misanthrope de Molière, mise en scène Jean Meyer, Théâtre du Palais-Royal
- 1961 : L'Impromptu de Versailles de Molière, mise en scène Jean Meyer, Théâtre du Palais-Royal
- 1961 : La Coquine d'André Roussin, mise en scène Jean Meyer, Théâtre du Palais-Royal
- 1961 : L'Étourdi de Molière, mise en scène Jean Meyer, Théâtre du Palais-Royal
- 1962 : Le Malade imaginaire de Molière, mise en scène Jean Meyer, Théâtre du Palais-Royal
- 1962 : Mic-mac de Jean Meyer, mise en scène de l'auteur, Théâtre du Palais-Royal, Théâtre Daunou
- 1962 : Les Femmes savantes de Molière, mise en scène Jean Meyer, Théâtre du Palais-Royal
- 1964 : Le Deuxième Coup de feu de Robert Thomas, mise en scène Pierre Dux, Théâtre Édouard VII
- 1965 : Le Vice dans la peau de Jean Meyer, mise en scène de l'auteur, Théâtre Michel
- 1965 : L'École des femmes de Molière, mise en scène Jean Meyer, Théâtre des Célestins
- 1966 : L'Impromptu de Versailles de Molière, mise en scène Jean Meyer, Théâtre des Célestins
- 1966 : Le Voyage de monsieur Perrichon d'Eugène Labiche et Édouard Martin, mise en scène Jean Meyer, Théâtre des Célestins
- 1967 : La Courte Paille de Jean Meyer, mise en scène de l'auteur, Théâtre de la Potinière
- 1968 : Le Malade imaginaire de Molière, mise en scène Jean Meyer, Théâtre des Célestins
- 1968 : Chacun sa vérité de Luigi Pirandello, mise en scène Jean Meyer, Théâtre des Célestins
- 1969 : Le Misanthrope de Molière, mise en scène Jean Meyer, Théâtre des Célestins
- 1970 : L'Avare de Molière, mise en scène Jean Meyer, Théâtre des Célestins
- 1971 : Lorenzaccio d'Alfred de Musset, mise en scène Jean Meyer, Odéon antique de Lyon
- 1971 : Six personnages en quête d'auteur de Luigi Pirandello, mise en scène Jean Meyer, Théâtre des Célestins
- 1972 : Histoire d'un détective de Sidney Kingsley, mise en scène Jean Meyer, Théâtre des Célestins
- 1972 : Les Boulingrin de Georges Courteline, mise en scène Jean Meyer, Maison des Jeunes Cachan
- 1972 : Le Médecin malgré lui de Molière, mise en scène Jean Meyer, Maison des Jeunes Cachan
- 1973 : Tartuffe de Molière, mise en scène Jean Meyer, Théâtre des Célestins avec Jean Marais
- 1973 : Les Caves du Vatican de André Gide, mise en scène Jean Meyer, Théâtre des Célestins
- 1973 : On purge bébé de Georges Feydeau, mise en scène Jean Meyer, Théâtre des Célestins
- 1973 : Les affaires sont les affaires d'Octave Mirbeau, mise en scène Jean Meyer, Théâtre des Célestins, Théâtre Marigny
- 1974 : Le Bourgeois gentilhomme de Molière, mise en scène Jean Meyer, Théâtre des Célestins
- 1974 : Les Bienfaits de la culture d'Alexis Nikolaïevitch Tolstoï, mise en scène Jean Meyer, Théâtre des Célestins
- 1974 : Coriolan de William Shakespeare, mise en scène Jean Meyer, Festival de Lyon
- 1974 : L'Avare de Molière, mise en scène Jean Meyer, Théâtre des Célestins
- 1975 : On ne badine pas avec l'amour de Alfred de Musset, mise en scène Jean Meyer, Théâtre des Célestins
- 1975 : La Poudre aux yeux de Eugène Labiche, mise en scène Jean Meyer, Théâtre des Célestins
- 1975 : Le Dindon de Georges Feydeau, mise en scène Jean Meyer, Théâtre des Célestins
- 1975 : Ruy Blas de Victor Hugo, mise en scène Jean Meyer, Théâtre des Célestins
- 1975 : Le Légataire universel de Jean-François Regnard, mise en scène Jean Meyer, Théâtre des Célestins
- 1975 : Les Misérables de Paul Achard d'après Victor Hugo, mise en scène Jean Meyer, Théâtre de l'Agora Évry
- 1976 : L'École des femmes de Molière, mise en scène Jean Meyer, Théâtre des Célestins
- 1976 : La Dame de chez Maxim de Georges Feydeau, mise en scène Jean Meyer, Théâtre des Célestins
- 1976 : Un mois à la campagne de Ivan Tourgueniev, mise en scène Jean Meyer, Théâtre des Célestins
- 1976 : Les Misérables de Paul Achard d'après Victor Hugo, mise en scène Jean Meyer, Théâtre des Célestins
- 1976 : Volpone de Jules Romains et Stefan Zweig d'après Ben Jonson, mise en scène Jean Meyer, Théâtre antique de Lyon
- 1976 : Hedda Gabler d'Henrik Ibsen, mise en scène Jean Meyer, Théâtre des Célestins
- 1976 : L'Impromptu de Versailles de Molière, mise en scène Jean Meyer, Théâtre des Célestins
- 1976 : Les Fourberies de Scapin de Molière, mise en scène Jean Meyer, Théâtre des Célestins
- 1977 : La Dame de chez Maxim de Georges Feydeau, mise en scène Jean Meyer, Théâtre des Célestins
- 1977 : Port-Royal d'Henry de Montherlant, mise en scène Jean Meyer, Théâtre des Célestins
- 1977 : Topaze de Marcel Pagnol, mise en scène Jean Meyer, Théâtre des Célestins, Théâtre Saint-Georges
- 1977 : Les Femmes savantes de Molière, mise en scène Jean Meyer, Théâtre des Célestins
- 1977 : Le Sexe faible de Édouard Bourdet, mise en scène Jean Meyer, Théâtre des Célestins
- 1978 : Les Plaideurs de Racine, mise en scène Jean Meyer, Théâtre des Célestins
- 1978 : 29 degrés à l'ombre de Eugène Labiche, mise en scène Jean Meyer, Théâtre des Célestins
- 1978 : Le Colonel Chabert d'après Honoré de Balzac, mise en scène Jean Meyer, Théâtre des Célestins
- 1978 : Intermezzo de Jean Giraudoux, mise en scène Jean Meyer, Théâtre des Célestins
- 1978 : Dom Juan de Molière, mise en scène Jean Meyer, Théâtre des Célestins
- 1979 : À quoi rêvent les jeunes filles ? et Le Chandelier d'Alfred de Musset, mise en scène Jean Meyer, Théâtre des Célestins
- 1979 : Tovaritch de Jacques Deval, mise en scène Jean Meyer, Théâtre des Célestins, Théâtre de la Madeleine
- 1979 : Le Voyage de monsieur Perrichon de Eugène Labiche, mise en scène Jean Meyer, Théâtre des Célestins
- 1979 : L'Avare de Molière, mise en scène Jean Meyer, Théâtre des Célestins
- 1979 : Le docteur Knock de Jules Romains, mise en scène Jean Meyer, Théâtre des Célestins
- 1979 : La Bonne Soupe de Félicien Marceau, mise en scène Jean Meyer, Théâtre des Célestins
- 1980 : La Bonne Soupe de Félicien Marceau, mise en scène Jean Meyer, Théâtre des Célestins, Théâtre Marigny
- 1980 : Knock de Jules Romains, mise en scène Jean Meyer, Théâtre des Célestins
- 1980 : Britannicus de Racine, mise en scène Jean Meyer, Théâtre des Célestins
- 1980 : L'Arlésienne de Alphonse Daudet, mise en scène Jean Meyer, Théâtre des Célestins
- 1980 : Maison de poupée de Henrik Ibsen, mise en scène Jean Meyer, Théâtre des Célestins
- 1980 : Les Fausses Confidences de Marivaux, mise en scène Jean Meyer, Théâtre des Célestins
- 1981 : Le Malade imaginaire de Molière, mise en scène Jean Meyer, Théâtre des Célestins
- 1981 : Volpone de Jules Romains et Stefan Zweig d'après Ben Jonson, mise en scène Jean Meyer, Théâtre des Célestins
- 1981 : Mademoiselle de Jacques Deval, mise en scène Jean Meyer, Théâtre des Célestins, Théâtre de la Michodière
- 1981 : Le Misanthrope de Molière, mise en scène Jean Meyer, Théâtre des Célestins
- 1981 : Les Sorcières de Salem de Arthur Miller, mise en scène Jean Meyer, Théâtre des Célestins
- 1982 : Le Marchand de Venise de William Shakespeare, mise en scène Jean Meyer, Théâtre des Célestins
- 1982 : Le Mariage de Figaro de Beaumarchais, mise en scène Jean Meyer, Théâtre des Célestins
- 1982 : L'Héritage de Jean Meyer d'après Guy de Maupassant, mise en scène Jean Meyer, Théâtre des Célestins
- 1982 : Un amour de femme, chansons Michel Rivgauche, musique Gérard Calvi, livret et mise en scène Jean Meyer, Théâtre des Célestins
- 1982 : Mon père avait raison de Sacha Guitry, mise en scène Jean Meyer, Théâtre des Célestins
- 1982 : L'École des femmes de Molière, mise en scène Jean Meyer, Théâtre des Célestins
- 1983 : Le Bourgeois gentilhomme de Molière, mise en scène Jean Meyer, Théâtre des Célestins
- 1983 : Six personnages en quête d'auteur de Luigi Pirandello, mise en scène Jean Meyer, Théâtre des Célestins
- 1983 : L'Avare de Molière, mise en scène Jean Meyer, Théâtre des Célestins
- 1983 : Le Dindon de Georges Feydeau, mise en scène Jean Meyer, Théâtre des Célestins
- 1984 : Tartuffe de Molière, mise en scène Jean Meyer, Théâtre des Célestins
- 1984 : Le Faiseur de Honoré de Balzac, mise en scène Jean Meyer, Théâtre des Célestins
- 1984 : Coriolan de William Shakespeare, mise en scène Jean Meyer, Festival de Lyon
- 1984 : Brocéliande de Henry de Montherlant, mise en scène Jean Meyer, Théâtre des Célestins
- 1985 : Topaze de Marcel Pagnol, mise en scène Jean Meyer, Théâtre des Célestins
- 1985 : Les Femmes savantes de Molière, mise en scène Jean Meyer, Théâtre des Célestins
- 1985 : Un coq en pâte de Jean Meyer, mise en scène de l'auteur, Théâtre des Célestins
- 1985 : La Prise de Berg-Op-Zoom de Sacha Guitry, mise en scène Jean Meyer, Théâtre des Célestins
- 1985 : Chacun sa vérité de Luigi Pirandello, mise en scène Jean Meyer, Théâtre des Célestins
- 1986 : La Prise de Berg-Op-Zoom de Sacha Guitry, mise en scène Jean Meyer, Théâtre des Nouveautés, Théâtre de la Michodière

### Metteur en scène

#### Comédie-Française
- 1942 : Le Distrait de Jean-François Regnard, 27 avril 1942
- 1943 : Le Chevalier à la mode de Florent Carton Dancourt, 2 mars 1943
- 1944 : Le Malade imaginaire de Molière, 28 octobre 1944
- 1944 : Barberine d'Alfred de Musset, 10 décembre 1944
- 1946 : Le Voyage de monsieur Perrichon d'Eugène Labiche et Édouard Martin, 31 janvier 1946
- 1946 : Le Médecin malgré lui, Molière, 14 avril 1946
- 1946 : Le Mariage de Figaro de Beaumarchais, 8 octobre 1946
- 1946 : Le Tourbillon de Bernard Zimmer, 10 juin 1947
- 1947 : Les Jocrisses de l’amour de Théodore Barrière et Lambert Thiboust, 10 juin 1947
- 1947 : Un mois à la campagne d’Ivan Tourgueniev, ?
- 1948 : Les Espagnols en Danemark de Prosper Mérimée, 5 mai 1948
- 1948 : Le Malade imaginaire, Molière, 19 octobre 1948
- 1948 : L'Occasion de Prosper Mérimée, 24 novembre 1948
- 1948 : Monsieur de Pourceaugnac, Molière, 24 novembre 1948
- 1949 : L'Avare de Molière, 11 mai 1949
- 1949 : Jeanne la folle de François Aman-Jean, Comédie-Française au Théâtre de l'Odéon, 26 octobre 1949
- 1950 : Othello de William Shakespeare, 11 janvier 1950
- 1950 : La Robe rouge d'Eugène Brieux, à l'Odéon, 11 octobre 1950
- 1950 : Les Caves du Vatican d'André Gide, 13 décembre 1950
- 1951 : Le Dindon de Georges Feydeau, 3 mars 1951
- 1951 : Le Bourgeois gentilhomme de Molière, 3 juillet 1951
- 1951 : Donogoo de Jules Romains, 9 novembre 1951
- 1952 : Dom Juan de Molière, 5 novembre 1952
- 1952 : Les Fourberies de Scapin de Molière, 5 novembre 1952
- 1953 : Monsieur Le Trouhadec saisi par la débauche de Jules Romains, 13 janvier 1953
- 1953 : Le Curé espagnol adaptation Roger Ferdinand d'après John Fletcher et Philip Massinger
- 1954 : Les Amants magnifiques de Molière, 20 octobre 1954
- 1954 : L'École des maris de Molière, 20 octobre 1954
- 1954 : Port-Royal d'Henry de Montherlant, 8 décembre 1954
- 1956 : Coriolan de William Shakespeare
- 1956 : Les Femmes savantes de Molière, 15 janvier 1956
- 1956 : La Machine à écrire de Jean Cocteau
- 1956 : Brocéliande d'Henry de Montherlant
- 1957 : Les Misérables de Paul Achard d'après Victor Hugo, 9 janvier 1957
- 1957 : Le Sexe faible d'Édouard Bourdet
- 1957 : La Critique de l'École des femmes de Molière, 17 novembre 1957
- 1957 : Amphitryon de Molière, 17 novembre 1957
- 1958 : Domino de Marcel Achard, 16 janvier 1958
- 1958 : Les Trente Millions de Gladiator d'Eugène Labiche, 8 novembre 1958
- 1959 : L'École des femmes de Molière, 2 octobre 1959
- 1959 : L'Impromptu de Versailles de Molière
- 1959 : Phèdre de Jean Racine
- 1960 : Le Voyage de Tchong-Li de Sacha Guitry, 21 avril 1960
- 1960 : La Jalousie de Sacha Guitry, 21 avril 1960
- 1964 : Donogoo de Jules Romains
- 1965 : Amphitryon de Molière
- 1967 : Domino de Marcel Achard
- 1974 : L'École des maris de Molière, Comédie-Française au Théâtre Marigny

#### Autres théâtres
- 1942 : La Célestine de Fernando de Rojas, Théâtre de la Renaissance
- 1943 : Don Philippe Opéra-bouffe de Barbara Nikisch, musique Kostia Konstantinoff, Théâtre Pigalle
- 1943 : L'École des ménages d'Honoré de Balzac, Théâtre Saint-Georges
- 1945 : Une demande en mariage d'Anton Tchekhov, (Le Spectacle des Alliés) Théâtre Pigalle
- 1945 : La Vie est belle de Marcel Achard, Théâtre de la Potinière
- 1945 : Le Printemps de la Saint Martin de Noël Coward, Théâtre de la Potinière
- 1945 : La Célestine de Fernando de Rojas, Le Palace
- 1946 : La Sainte Famille d'André Roussin, Théâtre Saint-Georges
- 1947 : Thérèse Raquin d'Émile Zola, Théâtre des Célestins
- 1947 : Passage du malin de François Mauriac, Théâtre de la Madeleine
- 1949 : Don Giovanni de Mozart, Festival d'Aix-en-Provence, 18 juillet 1949
- 1950 : Così fan tutte de Mozart, Festival d'Aix-en-Provence, 15 juillet 1950
- 1953 : 107 minutes de Steve Passeur, tournée Karsenty
- 1953 : La Reine blanche de Pierre Barillet et Jean-Pierre Gredy, Théâtre Michel
- 1954 : Les Caprices de Marianne musique Henri Sauguet livret Jean-Pierre Gredy d'après Alfred de Musset, Festival d'Aix-en-Provence, 20 juillet 1954
- 1954 : Gigi de Colette, Théâtre des Arts tournée Karsenty
- 1954 : Faites-moi confiance de Michel Duran, Théâtre du Gymnase
- 1954 : La main passe de Georges Feydeau, Théâtre Antoine
- 1955 : Orphée, danse, Festival d'Aix-en-Provence, 10 juillet 1955
- 1955 : Nekrassov de Jean-Paul Sartre, Théâtre Antoine
- 1955 : Histoire de rire d'Armand Salacrou, Théâtre Saint-Georges
- 1956 : Le Pirate de Raymond Castans, Théâtre de la Madeleine
- 1956 : L'Ombre de Julien Green, Théâtre Antoine
- 1958 : La Bagatelle de Marcel Achard, Théâtre des Bouffes-Parisiens
- 1960 : Les Femmes savantes de Molière, Théâtre du Palais-Royal
- 1960 : Histoire de rire d'Armand Salacrou, Théâtre de la Madeleine
- 1960 : Crime parfait de Frederick Knott, Théâtre du Palais-Royal
- 1960 : L'Idiote de Marcel Achard, Théâtre Antoine
- 1960 : La Fleur des pois d'Édouard Bourdet, Théâtre du Palais-Royal
- 1960 : Le Médecin malgré lui de Molière, Festival d'Aix-en-Provence
- 1960 : L'Avare de Molière, Théâtre du Palais-Royal
- 1960 : Noix de coco de Marcel Achard, Théâtre de Paris
- 1961 : La Station Champbaudet d'Eugène Labiche, Conservatoire national supérieur d'art dramatique
- 1961 : Supplément au voyage de Cook de Jean Giraudoux, Conservatoire national supérieur d'art dramatique
- 1961 : Le Mariage forcé et L'École des maris de Molière, Théâtre du Palais-Royal
- 1961 : Tartuffe de Molière, Théâtre du Palais-Royal
- 1961 : Le Misanthrope de Molière, Théâtre du Palais-Royal
- 1961 : George Dandin ou le Mari confondu de Molière, Théâtre du Palais-Royal
- 1961 : Le Médecin malgré lui de Molière, Théâtre du Palais-Royal
- 1961 : La Coquine d'André Roussin, Théâtre du Palais-Royal
- 1961 : L'Impromptu de Versailles de Molière, Théâtre du Palais-Royal
- 1961 : L'Étourdi de Molière, Théâtre du Palais-Royal
- 1961 : Le Dépit amoureux de Molière, Théâtre du Palais-Royal
- 1962 : Les Plaideurs de Racine, Théâtre du Palais-Royal
- 1962 : Les Précieuses ridicules de Molière, Théâtre du Palais-Royal
- 1962 : Le Malade imaginaire de Molière, Théâtre du Palais-Royal
- 1962 : Les Fourberies de Scapin de Molière, Théâtre du Palais-Royal
- 1962 : Amphitryon de Molière, Théâtre du Palais-Royal
- 1962 : Don Giovanni de Mozart, Festival d'Aix-en-Provence
- 1962 : Mic-mac de Jean Meyer, Théâtre du Palais-Royal, Théâtre Daunou
- 1962 : Turlututu de Marcel Achard, Théâtre Antoine
- 1962 : Les Femmes savantes de Molière, Théâtre du Palais-Royal
- 1962 : Bichon de Jean de Létraz, Théâtre Édouard VII
- 1963 : Dom Juan de Molière, Théâtre du Palais-Royal
- 1964 : Machin-Chouette de Marcel Achard, Théâtre Antoine
- 1965 : Les Trois Mariages de Mélanie de Charlotte Frances, Théâtre Michel
- 1965 : Le Vice dans la peau de Jean Meyer, Théâtre Michel
- 1965 : L'École des femmes de Molière, Théâtre des Célestins
- 1966 : Idomeneo, re di Creta de Mozart, Festival d'Aix-en-Provence
- 1966 : L'Impromptu de Versailles de Molière, Théâtre des Célestins
- 1966 : Le Voyage de monsieur Perrichon d'Eugène Labiche et Édouard Martin, Théâtre des Célestins
- 1967 : La Courte Paille de Jean Meyer, Théâtre de la Potinière
- 1967 : La Ville dont le prince est un enfant d'Henry de Montherlant, Théâtre Michel
- 1968 : Le Malade imaginaire de Molière, Théâtre des Célestins
- 1968 : Chacun sa vérité de Luigi Pirandello, Théâtre des Célestins
- 1969 : Le Mariage de Figaro de Beaumarchais, Théâtre des Célestins
- 1969 : Macbeth de William Shakespeare, Théâtre des Célestins
- 1969 : Le Misanthrope de Molière, Théâtre des Célestins
- 1969 : La Lune heureuse de Catherine Peter Scott, Théâtre des Célestins
- 1970 : La Ville dont le prince est un enfant de Henry de Montherlant, Théâtre des Célestins
- 1970 : Brouart et le désordre de Claude Aveline, Théâtre des Célestins
- 1970 : La Nuit des rois de William Shakespeare, Théâtre antique de Fourvière
- 1970 : L'Avare de Molière, Théâtre des Célestins
- 1970 : La Ville dont le prince est un enfant de Henry de Montherlant, Palais des beaux-arts de Bruxelles
- 1971 : Andromaque de Racine, Théâtre des Célestins
- 1971 : La Reine morte de Henry de Montherlant, Théâtre des Célestins
- 1971 : Lorenzaccio d'Alfred de Musset, Odéon antique de Lyon
- 1971 : Le Maître de Santiago de Henry de Montherlant, Théâtre Montansier, Théâtre des Célestins, tournée Herbert-Karsenty
- 1971 : Les Femmes savantes de Molière, Théâtre des Célestins
- 1971 : Six personnages en quête d'auteur de Luigi Pirandello, Théâtre des Célestins
- 1972 : Histoire d'un détective de Sidney Kingsley, Théâtre des Célestins
- 1972 : Les Boulingrin de Georges Courteline, Maison des Jeunes Cachan
- 1972 : Les Gaietés de l'escadron de Georges Courteline, Maison des Jeunes Cachan
- 1972 : Lidoire de Georges Courteline, Maison des Jeunes Cachan
- 1972 : Le Médecin malgré lui de Molière, Maison des Jeunes Cachan
- 1972 : Le Jour le plus court de Jean Meyer, Théâtre des Célestins
- 1973 : Le Paysan parvenu d'Albert Husson d'après Marivaux, Théâtre des Célestins
- 1973 : Tartuffe de Molière, Théâtre des Célestins
- 1973 : Les Caves du Vatican de André Gide, Théâtre des Célestins
- 1973 : Le Jeu de l'amour et du hasard de Marivaux, Théâtre des Célestins
- 1973 : On purge bébé de Georges Feydeau, Théâtre des Célestins
- 1973 : Les affaires sont les affaires d'Octave Mirbeau, Théâtre des Célestins, Théâtre Marigny
- 1974 : Le Bourgeois gentilhomme de Molière, Théâtre des Célestins
- 1974 : Les Bienfaits de la culture d'Alexis Nikolaïevitch Tolstoï, Théâtre des Célestins
- 1974 : Coriolan de William Shakespeare, Théâtre des Célestins
- 1974 : Le Miracle de Théophile de Rutebeuf, Primatiale Saint-Jean de Lyon
- 1974 : L'Avare de Molière, Théâtre des Célestins
- 1975 : On ne badine pas avec l'amour de Alfred de Musset, Théâtre des Célestins
- 1975 : La Poudre aux yeux de Eugène Labiche, Théâtre des Célestins
- 1975 : Le Pain de ménage de Jules Renard, Théâtre des Célestins
- 1975 : Le Dindon de Georges Feydeau, Théâtre des Célestins
- 1975 : Ruy Blas de Victor Hugo, Théâtre des Célestins
- 1975 : Le Légataire universel de Jean-François Regnard, Théâtre des Célestins
- 1975 : Les Misérables de Paul Achard d'après Victor Hugo, Théâtre de l'Agora Évry
- 1976 : Le Médecin malgré lui de Molière, Théâtre des Célestins, Théâtre de Boulogne-Billancourt
- 1976 : La Dame de chez Maxim de Georges Feydeau, Théâtre des Célestins
- 1976 : L'École des femmes de Molière, Théâtre des Célestins
- 1976 : Un mois à la campagne de Ivan Tourgueniev, Théâtre des Célestins
- 1976 : Les Misérables de Paul Achard d'après Victor Hugo, Théâtre des Célestins
- 1976 : Knock de Jules Romains, Théâtre des Célestins
- 1976 : Volpone de Jules Romains et Stefan Zweig d'après Ben Jonson, Théâtre antique de Fourvière
- 1976 : Hedda Gabler d'Henrik Ibsen, Théâtre des Célestins
- 1976 : L'Impromptu de Versailles de Molière, Théâtre des Célestins
- 1976 : Les Fourberies de Scapin de Molière, Théâtre des Célestins
- 1977 : Port-Royal d'Henry de Montherlant, Théâtre des Célestins
- 1977 : Topaze de Marcel Pagnol, Théâtre des Célestins, Théâtre Saint-Georges
- 1977 : La Ville dont le prince est un enfant d'Henry de Montherlant, Théâtre des Mathurins
- 1977 : Les Femmes savantes de Molière, Théâtre des Célestins
- 1977 : Le Sexe faible d'Édouard Bourdet, Théâtre des Célestins
- 1978 : Les Plaideurs de Racine, Théâtre des Célestins
- 1978 : 29 degrés à l'ombre de Eugène Labiche, Théâtre des Célestins
- 1978 : Le Colonel Chabert d'après Honoré de Balzac, Théâtre des Célestins
- 1978 : Intermezzo de Jean Giraudoux, Théâtre des Célestins
- 1978 : Dom Juan de Molière, Théâtre des Célestins
- 1978 : Boule de suif d'après Guy de Maupassant, Théâtre des Célestins
- 1979 : À quoi rêvent les jeunes filles ? et Le Chandelier d'Alfred de Musset, Théâtre des Célestins
- 1979 : Le Menteur de Corneille, Théâtre des Célestins
- 1979 : Tovaritch de Jacques Deval, Théâtre des Célestins, Théâtre de la Madeleine
- 1979 : Le Voyage de monsieur Perrichon et Les Deux Timides de Eugène Labiche, Théâtre des Célestins
- 1979 : Mademoiselle Julie d'August Strindberg, Théâtre des Célestins
- 1979 : L'Avare de Molière, Théâtre des Célestins
- 1979 : La Bonne Soupe de Félicien Marceau, Théâtre des Célestins
- 1980 : La Bonne Soupe de Félicien Marceau, Théâtre des Célestins, Théâtre Marigny
- 1980 : Britannicus de Jean Racine, Théâtre des Célestins
- 1980 : L'Arlésienne de Alphonse Daudet, Théâtre des Célestins
- 1980 : Maison de poupée de Henrik Ibsen, Théâtre des Célestins
- 1980 : Les Fausses Confidences de Marivaux, Théâtre des Célestins
- 1981 : Le Malade imaginaire de Molière, Théâtre des Célestins
- 1981 : La guerre de Troie n'aura pas lieu de Jean Giraudoux, Théâtre des Célestins
- 1981 : Volpone de Jules Romains et Stefan Zweig d'après Ben Jonson, Théâtre des Célestins
- 1981 : Mademoiselle de Jacques Deval, Théâtre des Célestins, Théâtre de la Michodière
- 1981 : Le Misanthrope de Molière, Théâtre des Célestins
- 1981 : Les Sorcières de Salem de Arthur Miller, Théâtre des Célestins
- 1982 : Le Marchand de Venise de William Shakespeare, Théâtre des Célestins
- 1982 : Le Mariage de Figaro de Beaumarchais, Théâtre des Célestins
- 1982 : L'Héritage de Guy de Maupassant, Théâtre des Célestins
- 1982 : Un amour de femme, chansons Michel Rivgauche, musique Gérard Calvi, livret Jean Meyer, Théâtre des Célestins
- 1982 : Mon père avait raison de Sacha Guitry, Théâtre des Célestins
- 1983 : Le Bourgeois gentilhomme de Molière, Théâtre des Célestins
- 1983 : Six personnages en quête d'auteur de Luigi Pirandello, Théâtre des Célestins
- 1983 : Les Exilés de James Joyce, Théâtre des Célestins
- 1983 : L'Avare de Molière, Théâtre des Célestins
- 1983 : L'École des femmes de Molière, Théâtre des Célestins
- 1983 : Noix de coco de Marcel Achard, Théâtre des Célestins
- 1983 : Le Dindon de Georges Feydeau, Théâtre des Célestins
- 1984 : Tartuffe de Molière, Théâtre des Célestins
- 1984 : Le Dindon de Georges Feydeau, Théâtre du Palais-Royal
- 1984 : Le Faiseur de Honoré de Balzac, Théâtre des Célestins
- 1984 : Noix de coco de Marcel Achard, Théâtre de la Renaissance
- 1984 : Coriolan de William Shakespeare, Théâtre des Célestins
- 1984 : Gigi de Colette, Théâtre des Célestins
- 1984 : Brocéliande de Henry de Montherlant, Théâtre des Célestins
- 1984 : Les Précieuses ridicules de Molière, Théâtre des Célestins
- 1985 : Topaze de Marcel Pagnol, Théâtre des Célestins
- 1985 : Gigi de Colette, Théâtre des Nouveautés
- 1985 : Les Femmes savantes de Molière, Théâtre des Célestins
- 1985 : Un coq en pâte de Jean Meyer, Théâtre des Célestins
- 1985 : La Prise de Berg-Op-Zoom de Sacha Guitry, Théâtre des Célestins
- 1985 : Chacun sa vérité de Luigi Pirandello, Théâtre des Célestins
- 1986 : La Prise de Berg-Op-Zoom de Sacha Guitry, Théâtre des Nouveautés, Théâtre de la Michodière
- 1987 : Le Dindon de Georges Feydeau, Théâtre Montansier

## Décorations
- Officier de la Légion d'honneur
- Commandeur de l'ordre des Arts et des Lettres

## Sources
- Place au théâtre, Jean Meyer - Édition du Fallois 1991
- Baisers envolés. Souvenirs, Claude Jade - Édition Milan. 2004
- INA